# Géométrie des nombres

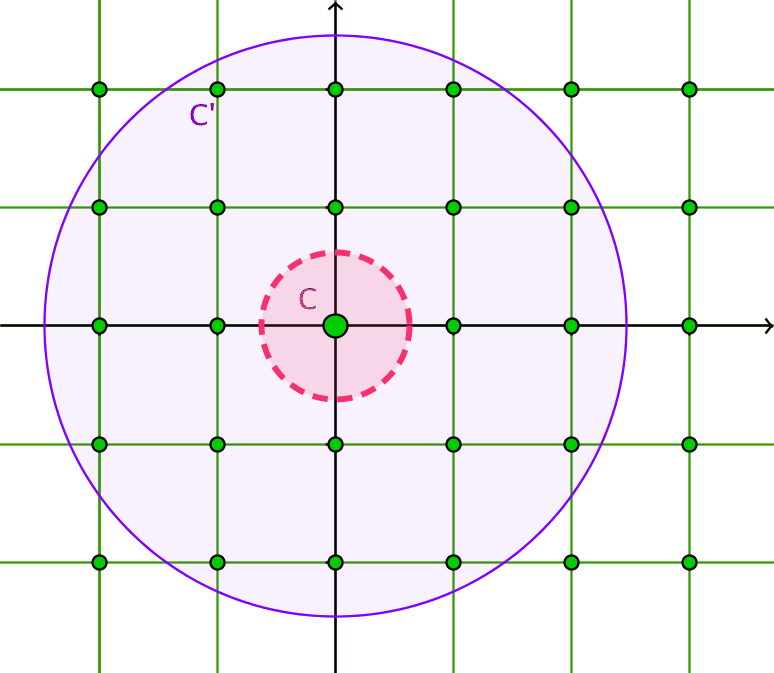
L'observation de base de la géométrie des nombres : un disque centré en O contient des points du quadrillage (en vert) autres que O seulement s'il est assez grand (c'est le cas du disque violet C', mais pas du disque rose C)

En mathématiques, la géométrie des nombres est une discipline qui interprète des problèmes arithmétiques en termes de réseaux discrets et les résout en utilisant des propriétés géométriques. Elle a été fondée à la fin du XIXe siècle par Hermann Minkowski. Le point de départ est une observation élémentaire : si on dessine un quadrillage dans le plan et un cercle dont le centre est un des sommets du quadrillage, alors, si le cercle est assez grand, son intérieur contient d'autres points du quadrillage. Un trait important de la géométrie des nombres est donc l’interaction entre discret (les points du quadrillage) et continu (l'intérieur du cercle). En changeant le cercle en d'autres figures, en variant la forme du maillage, en généralisant à des dimensions supérieures, on obtient des applications variées, qui concernent l’analyse fonctionnelle, l’approximation diophantienne, la géométrie et l’analyse convexes, l’algorithmique, la combinatoire, la théorie algébrique des nombres, les empilements de sphères, la cristallographie.

## Théorème fondamental de Minkowski

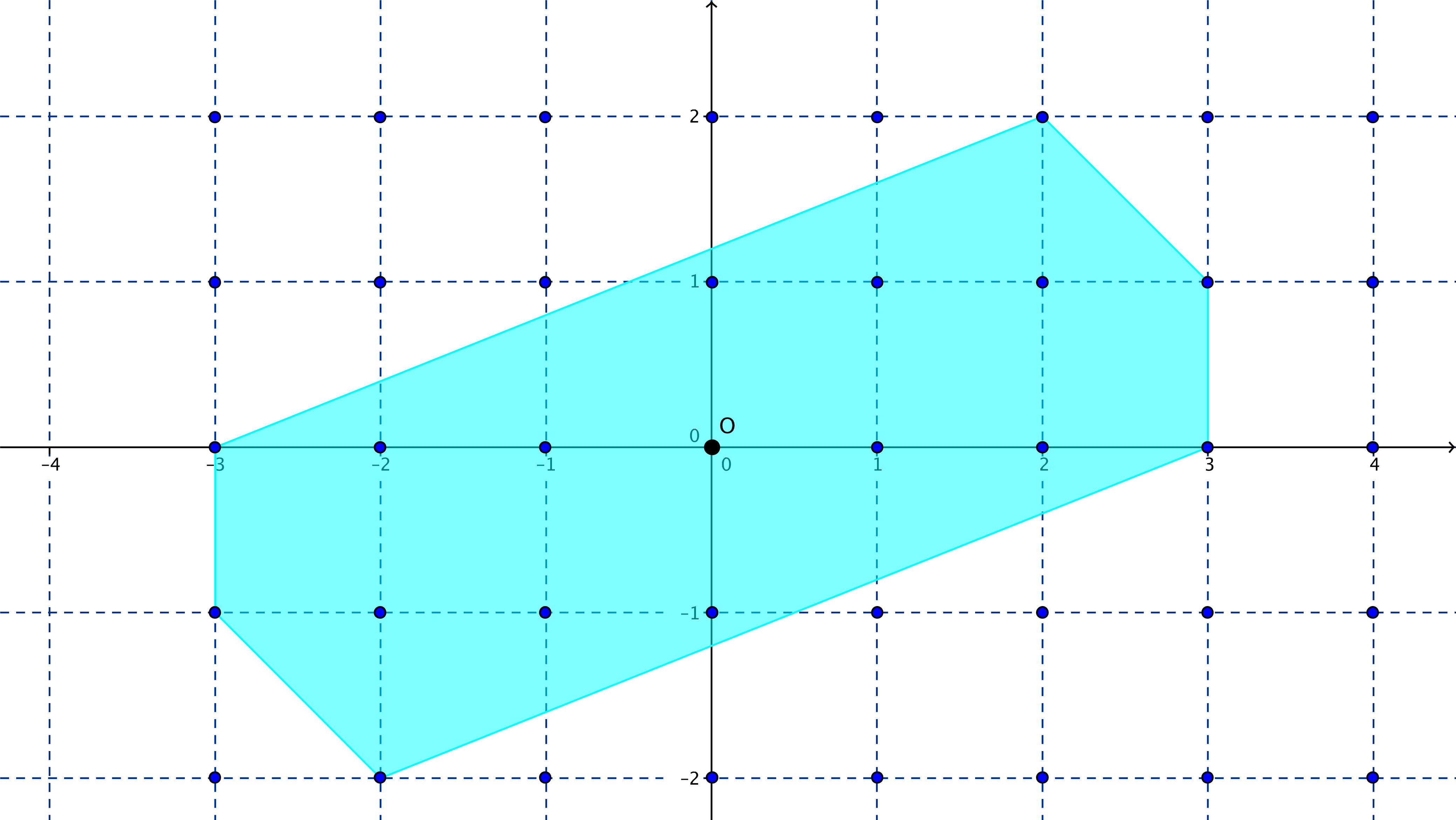
L’intérieur C du polygone en bleu vérifie les hypothèses du théorème fondamental de Minkowski pour le réseau des points à coordonnées entières.

Ce théorème concerne l’intersection d’un ensemble convexe et d’un réseau de points dans l’espace ℝd, de dimension d ; plus précisément, il dit que si la forme du convexe est assez régulière et si le volume du convexe est assez grand par rapport à celui d’une maille du réseau, le convexe contient plusieurs points du réseau. Une version plus générale se déduit presque immédiatement du théorème de Blichfeldt.
Le cas le plus simple est celui dans lequel le réseau de points est ℤd, c’est-à-dire est formé de tous les points à coordonnées entières. Ce cas met bien en lumière comment le théorème de Minkowski établit « un lien entre les propriétés géométriques d’un ensemble — convexité, symétrie et volume — et une propriété arithmétique, à savoir l’existence d’un point à coordonnées entières » dans cet ensemble.
Théorème fondamental de Minkowski (I) — 
Soit C un convexe dans ℝd, symétrique par rapport à l'origine. Si son volume est strictement supérieur à 2d, C contient au moins deux points à coordonnées entières, autres que l'origine.

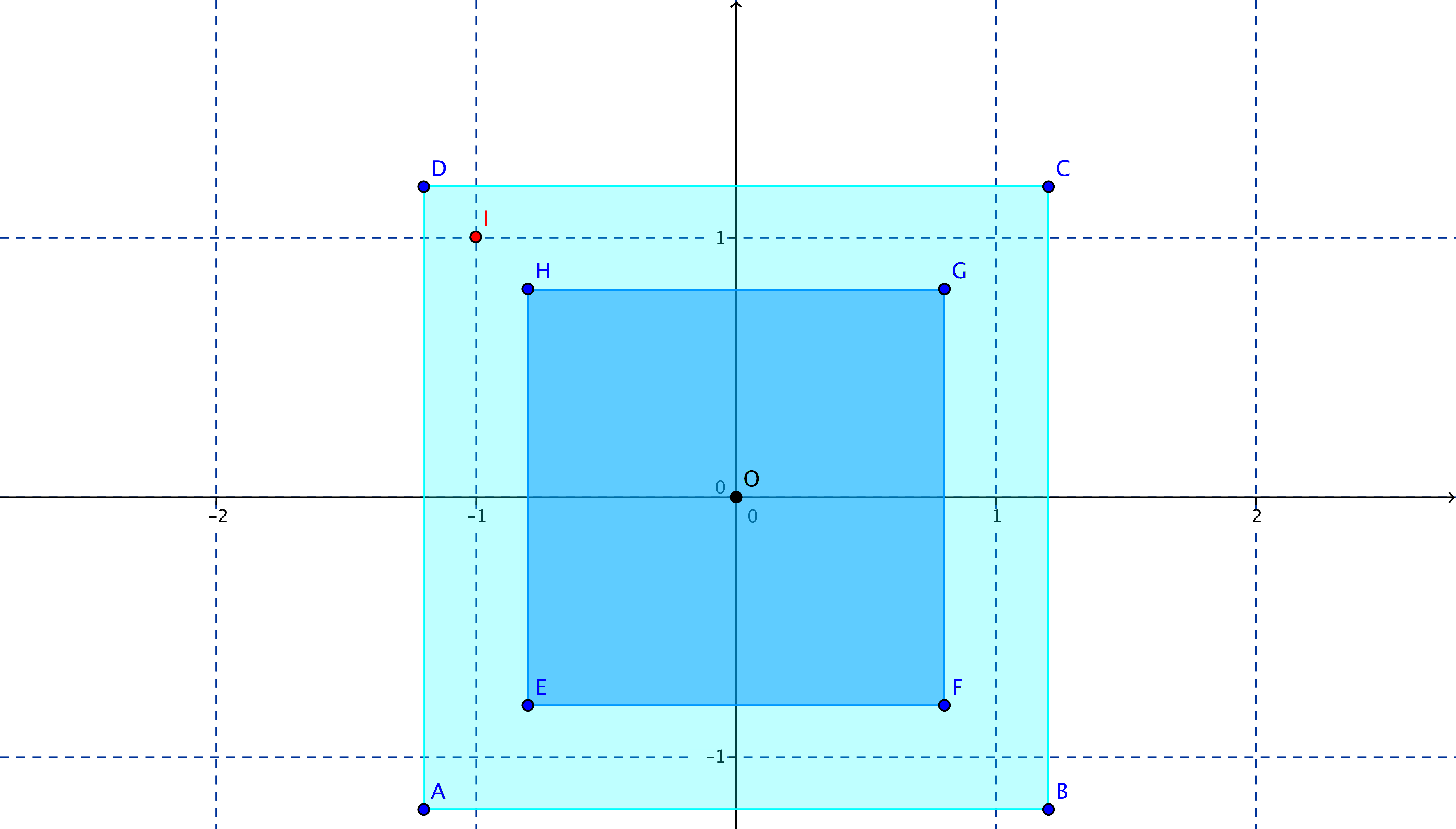
Le carré bleu foncé a une aire inférieure à 4 et ne contient aucun point à coordonnées entières sauf l’origine O.
Le carré bleu clair est d'aire supérieure à 4 et contient par exemple le point rouge I de coordonnées (–1, 1).

L’exemple du carré (en dimension 2) et de ses généralisations en dimension d montre que la borne 2d ne peut pas être diminuée. Mais il existe une variante du théorème pour les convexes de volume 2d : dans ce cas, l’adhérence du convexe (autrement dit, le convexe ou sa frontière) contient un point du réseau autre que l’origine.
Par ailleurs, il existe, dans le plan par exemple, des ensembles d’aire plus grande que 4 et qui sont, soit convexes, mais non symétriques par rapport à l’origine, soit symétriques par rapport à l’origine mais non convexes, et qui ne contiennent pas plusieurs points du réseau.

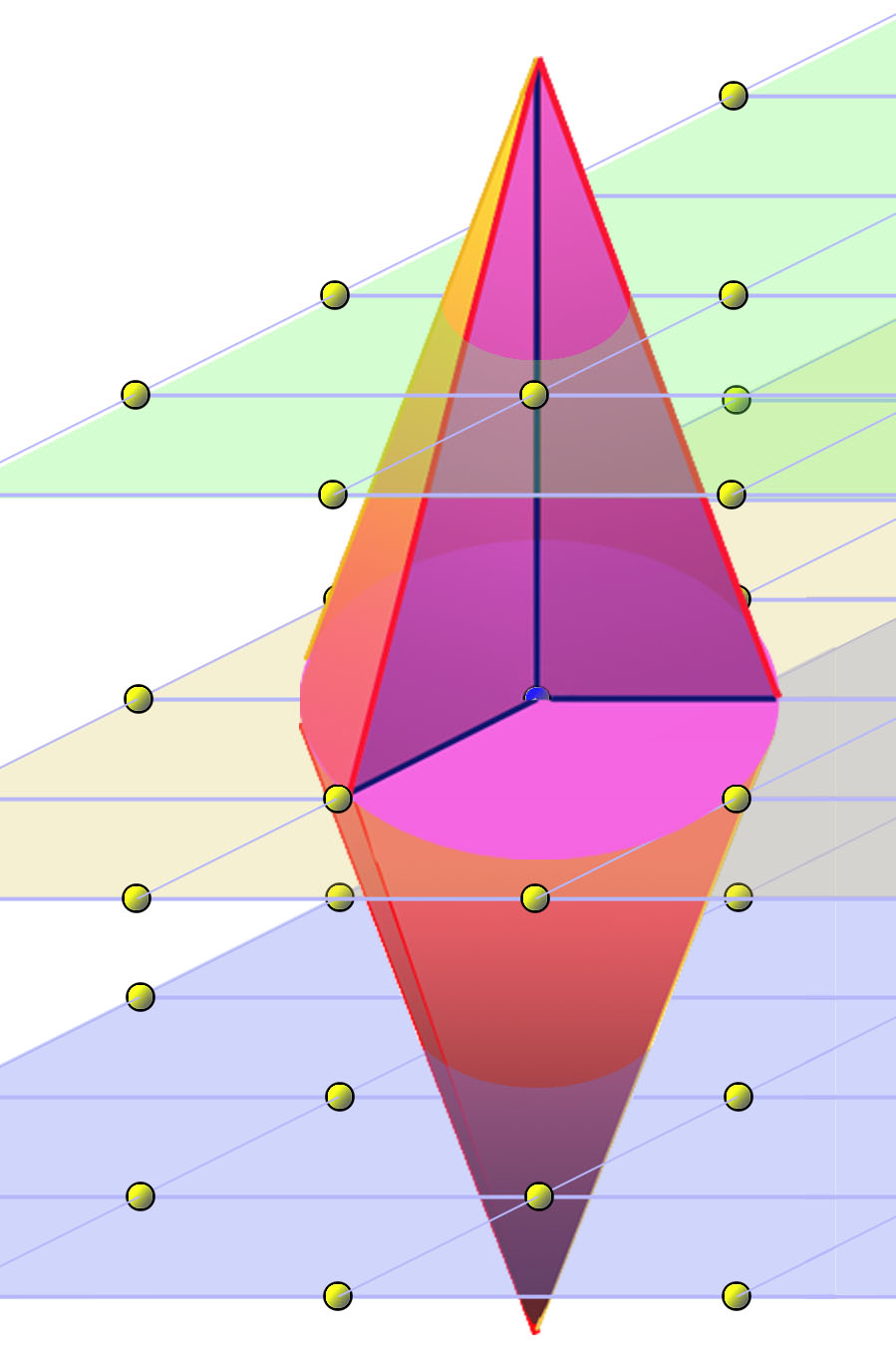
Un convexe satisfaisant le théorème de Minkowski pour un réseau de points.

Le théorème se reformule en termes de réseaux autres que celui des points à coordonnées entières.
Théorème fondamental de Minkowski (II) — 
Soit C un convexe dans ℝd, symétrique par rapport à l'origine, et soit L un réseau de déterminant Δ. Si le volume du convexe est strictement supérieur à 2dΔ, C contient au moins deux points du réseau L, autres que l’origine.

## Application à l’approximation diophantienne
L’objectif est ici d’utiliser le théorème fondamental de Minkowski pour montrer le théorème d'approximation de Dirichlet, qui dit qu’il est possible d’approcher simultanément un ensemble fini de nombres réels par des nombres rationnels de même dénominateur. Plus précisément,
Théorème — 
Soit {\displaystyle n} nombres réels {\displaystyle \alpha _{1},\alpha _{2},\ldots \alpha _{n}}. Il existe alors n + 1 entiers, p ≥ 1, p1, p2, …, pn, tels qu’on ait en même temps :
{\displaystyle \left|\alpha _{1}-{\frac {p_{1}}{p}}\right|<{\frac {1}{p^{1+(1/n)}}}}
{\displaystyle \left|\alpha _{2}-{\frac {p_{2}}{p}}\right|<{\frac {1}{p^{1+(1/n)}}}}
{\displaystyle \cdots }
{\displaystyle \left|\alpha _{n}-{\frac {p_{n}}{p}}\right|<{\frac {1}{p^{1+(1/n)}}}.}
Il existe en fait une infinité de n+1-uplets d’entiers (p, p1, p2, … pn) vérifiant ces inégalités.

La preuve est caractéristique de la géométrie des nombres : on reformule le problème en faisant intervenir un ensemble convexe vérifiant les hypothèses du théorème fondamental de Minkowski (ce sera ici un parallélépipède). En appliquant le théorème, on obtient un point à coordonnées entières dans le convexe dont on vérifie qu’il donne la solution cherchée.
Ici, on choisit un nombre réel s < 1, et on considère la région K de ℝn+1 formée de tous les points (y, x1, x2, …, xn) vérifiant les inégalités
Cette région forme un parallélépipède, centré à l’origine, qui vérifie les hypothèses du théorème fondamental de Minkowski. En effet, c’est un ensemble convexe, symétrique par rapport à l’origine, et son volume est 2n+1 (on peut calculer ce volume en transformant ce parallélépipède en un cube, par une transformation linéaire qui préserve les volumes).
La région K contient donc un point à coordonnées entières (forme I du théorème fondamental), (p, p1, p2, …, pn) autre que l’origine (0, 0, …, 0). On vérifie alors que les fractions pi/p fournissent les approximations voulues. En changeant le nombre s, on obtient même une infinité de solutions.

## Somme de quatre carrés
La géométrie des nombres donne une preuve du théorème classique de Lagrange selon lequel tout nombre entier positif est somme de quatre carrés,.
Tout d’abord, la preuve du théorème pour un entier pair se ramène à celle pour un entier impair en n'utilisant qu'un cas très particulier de l'identité des quatre carrés d'Euler. En effet, si m = x2 + y2 + z2 + w2, alors 2m = (x + y)2 + (x – y)2 + (z + w)2 + (z – w)2, donc si le théorème est prouvé pour les nombres entiers impairs, on l’obtient par doublements successifs pour tous les entiers positifs.
La preuve pour les entiers impairs, quant à elle, se déduit du théorème de Minkowski (II) et du lemme suivant : pour tout entier m positif impair, il existe des entiers a et b tels que a2 + b2 + 1 est divisible par m (la preuve de ce lemme repose sur (i) le nombre de résidus quadratiques et le principe des tiroirs lorsque m est premier ; (ii) un argument de récurrence lorsque m est une puissance de premier ; (iii) le théorème des restes chinois pour conclure).
La suite est une application du théorème fondamental de Minkowski (II). On considère d’une part le réseau L dans l’espace à 4 dimensions, ℝ4, formé des points (mx + az + bw, my + bz – aw, z, w), avec a et b fixés vérifiant le lemme, et x, y, z, w, prenant toutes les valeurs entières. Ce réseau a pour volume m2.
Par ailleurs, on considère l’ensemble des points de ℝ4 tels que (mx + az + bw)2 + (my + bz – aw)2 + z2 + w2 < 2m. Ils forment une sphère (dans un espace à 4 dimensions), de rayon √2m et donc de « volume » 2π2m2. Puisque π2 > 8, on est dans les conditions du théorème de Minkowski : la sphère est un ensemble convexe, symétrique par rapport à l’origine, de volume assez grand pour contenir un point non nul du réseau : on obtient ainsi des entiers x, y, z, w tels que 0 < (mx + az + bw)2 + (my + bz – aw)2 + z2 + w2 < 2m.
Mais grâce au choix de a et b, il est facile de vérifier que (mx + az + bw)2 + (my + bz – aw)2 + z2 + w2 est toujours un multiple entier de m, lorsque x, y, z et w sont entiers. Le seul multiple entier de m qui soit strictement compris entre 0 et 2m est m lui-même, donc (mx + az + bw)2 + (my + bz – aw)2 + z2 + w2 = m. Cela fournit une représentation de l’entier positif impair m comme une somme de quatre carrés entiers, comme souhaité.
Cet exemple illustre bien la manière dont les propriétés discrètes et continues interfèrent pour fournir le résultat : les points de la sphère (représentant l’aspect continu du problème) vérifient une inégalité (la condition « < 2m ») qui devient une égalité (« = m ») lorsqu’on impose que certaines inconnues soient à valeurs entières (aspect discret).
Une preuve analogue permet de montrer que tout nombre premier de la forme 4n + 1 est la somme des carrés de deux entiers,.

## Valeurs minimales de formes
Les deux exemples d’applications précédents font intervenir des formes algébriques (c’est-à-dire des polynômes homogènes), formes linéaires dans le premier cas, formes quadratiques dans le deuxième. La géométrie des nombres permet plus généralement d’étudier les valeurs aux points entiers de telles formes, en particulier de majorer leurs minima.
Théorème — 
Soit {\displaystyle \xi _{1},\xi _{2},\cdots \xi _{n}} un système de n formes linéaires homogènes à n  variables {\displaystyle x_{1},x_{2},\cdots x_{n}}, à coefficients réels, et de déterminant non nul {\displaystyle \Delta }. Alors, pour tout ensemble de n nombres positifs {\displaystyle \tau _{1},\tau _{2},\cdots \tau _{n}} tels que {\displaystyle \tau _{1}\tau _{2}\cdots \tau _{n}=\Delta }, on peut donner aux variables {\displaystyle x_{i}} des valeurs entières telles que pour tout i, on ait {\displaystyle |\xi _{i}|\leq \tau _{i}}.
La preuve repose sur le théorème fondamental de Minkowski appliqué au parallélépipède défini par {\displaystyle |\xi _{i}|\leq \tau _{i}} pour tout i, dont le volume est 2n.
Théorème — 
Soit {\displaystyle Q(x_{1},x_{2},\cdots ,x_{n})=\sum _{i,j=1}^{n}s_{ij}x_{i}x_{j}} une forme quadratique définie positive à n variables et {\displaystyle D={\hbox{dét}}(s_{ij})} son déterminant. Alors il existe des entiers {\displaystyle u_{1},u_{2},\cdots ,u_{n}} qui ne sont pas tous nuls et tels que la valeur de la forme en ces entiers {\displaystyle Q(u_{1},u_{2},\cdots ,u_{n})} soit plus petite que {\displaystyle {\frac {4}{\pi }}\left(\Gamma (1+{\frac {1}{2}}n)^{2}D\right)^{1/n}}.
Dans cet énoncé, Γ désigne la fonction gamma, qui intervient ici parce que ses valeurs donnent les volumes des sphères en toute dimension (et de certains transformés comme les ellipsoïdes). La preuve du théorème repose encore une fois sur le théorème fondamental de Minkowski, mais appliqué cette fois à l’ellipsoïde défini par {\displaystyle Q(x_{1},x_{2},\cdots ,x_{n})\leq \lambda }, pour un nombre réel {\displaystyle \lambda } bien choisi.

## Corps de nombres
Une autre gamme d’applications concerne les propriétés des corps de nombres algébriques. Le principe est de plonger un corps de nombres K (c’est-à-dire une extension algébrique de degré d du corps des nombres rationnels ℚ) dans ℝd, de telle sorte que les idéaux de l'anneau de ses entiers correspondent à des réseaux de ℝd. On est alors dans une situation qui permet d’appliquer le théorème de Minkowski.

### Construction de réseaux associés à des idéaux
On considère un corps de nombres K de degré d, on peut le représenter comme K = ℚ(Θ), où Θ est un entier algébrique vérifiant une équation de degré d à coefficients entiers. On peut plonger K dans le corps ℂ des complexes de d façons différentes, correspondant aux différentes racines de l’équation vérifiée par Θ, s réelles et 2t complexes, groupées deux par deux par conjugaison, avec d = s + 2t. Par exemple, si Θ est solution de l’équation X3 – 2 = 0, il y a trois plongements, un plongement réel qui envoie Θ sur la racine réelle 3√2, deux plongements complexes conjugués l’envoyant sur j 3√2 ou j2 3√2, où j est une racine cubique de 1, différente de 1 ; dans ce cas, donc, s = t = 1.
On définit alors un morphisme de groupes de K dans ℝs × ℂt, un élément de K étant envoyé sur ses s plongements réels et t plongements complexes (un par paire de conjugués). Dans l’exemple, l’élément a + bΘ + cΘ2 de K est envoyé sur l’élément (a + b3√2 + c3√4, a + bj 3√2 + cj2 3√4) de ℝ × ℂ.
En séparant partie réelle et partie imaginaire, on obtient un morphisme injectif de K dans ℝs × ℝ2t = ℝd. On peut montrer que l’image par ce morphisme d’un sous-groupe additif de K, de type fini (par exemple l’anneau des entiers de K, ou un idéal) est un réseau de ℝd.
De plus, si I est un idéal non nul de l’anneau des entiers de K, le volume de la maille du réseau associé dans ℝd est : 2–tN(I)√|Δ|, où Δ est le discriminant du corps de nombres.

### Élément de petite norme dans un idéal et nombre de classes d’idéaux
En choisissant un convexe convenable et on appliquant le théorème fondamental, on peut alors prouver que :
Théorème — 
Dans l'anneau des entiers d'un corps de nombres K, tout idéal I non nul contient un élément α non nul tel que
{\displaystyle |N(\alpha )|\leq \left({\frac {2}{\pi }}\right)^{t}N(I){\sqrt {|\Delta |}}}
où 2t est le nombre de plongements complexes de K et Δ son discriminant.
La norme N(α) est en effet le produit des conjugués de α, c'est-à-dire des composantes de l'image de α dans ℝd.
On peut en déduire que tout idéal non nul est équivalent à un idéal dont la norme est inférieure à (2/π)t√|Δ|.
Puisqu'il n'existe qu'un nombre fini d'idéaux de norme donnée, on obtient ainsi une démonstration du théorème :
Théorème — 
Le nombre de classes d'idéaux d'un corps de nombres est fini.
Un choix plus raffiné du convexe permet même d'améliorer ces résultats. Par exemple :
Théorème — 
Dans l'anneau des entiers d'un corps de nombres K, tout idéal I non nul contient un élément α non nul tel que
{\displaystyle |N(\alpha )|\leq \left({\frac {4}{\pi }}\right)^{t}{\frac {n!}{n^{n}}}N(I){\sqrt {|\Delta |}}}
où 2t est le nombre de plongements complexes de K et Δ son discriminant.
Ces bornes peuvent être utilisées pour calculer explicitement le nombre de classes dans de nombreux cas.
Mais elles donnent aussi directement un corollaire important :
Théorème — 
Le discriminant Δ du corps K satisfait l'inégalité{\displaystyle {\sqrt {|\Delta |}}\geq \left({\frac {\pi }{4}}\right)^{t}{\frac {n^{n}}{n!}}\geq \left({\frac {\pi }{4}}\right)^{n/2}{\frac {n^{n}}{n!}}.}
Par conséquent, le discriminant d'un corps de degré n > 1 est, en valeur absolue, strictement supérieur à 1 et il a donc des diviseurs premiers : tout corps de nombres (différent de ℚ) a des premiers ramifiés.

### Unités dans un corps de nombres
La géométrie des nombres permet aussi de décrire la structure du groupe des unités. Le principal problème est que ce groupe est multiplicatif ; afin de pouvoir l’interpréter en termes de réseau (groupe additif), il faut donc utiliser les logarithmes. On définit une application de ℝs × ℂt dans ℝs+t en envoyant chaque composante sur le logarithme de sa valeur absolue (pour les s premières composantes, réelles) ou le logarithme du carré de son module (pour les t composantes complexes) ; pour les éléments dont aucune composante n’est nulle, cette application est bien définie. En la composant avec le morphisme de K dans ℝs × ℂt défini plus haut, on obtient un morphisme du groupe multiplicatif de K dans ℝs+t, qu’on appelle sa représentation logarithmique. Les unités sont les éléments de norme +1 ou –1, ce qui se traduit par une condition linéaire dans ℝs+t quand on passe à la représentation logarithmique : autrement dit, l’image des unités se trouve dans un hyperplan (de dimension s + t – 1). Une étude plus fine permet de montrer que cette image est vraiment de dimension s + t – 1, et fournit une preuve du théorème des unités de Dirichlet.

## Autres exemples
- La formule de Leibniz {\displaystyle \sum _{n=0}^{\infty }{\frac {(-1)^{n}}{2n+1}}={\frac {1}{1}}-{\frac {1}{3}}+{\frac {1}{5}}-{\frac {1}{7}}+{\frac {1}{9}}-\cdots ={\frac {\pi }{4}}.} peut être prouvée par des méthodes géométriques, suivant une méthode initialement découverte par David Hilbert[20],[21].